# Vladímir Fok
Vladímir Aleksándrovich Fok o Fock (en ruso: Владимир Александрович Фoк) (22 de diciembre de 1898-27 de diciembre de 1974) fue un físico soviético que hizo importantes contribuciones en mecánica cuántica y en teoría cuántica de campos.
Sus contribuciones más importantes están relacionadas con la física cuántica, en los campos de la óptica, gravitación y sobre todo la física atómica, donde es conocido por desarrollar el método autoconsistente de Hartree-Fock.

## Biografía
Nació en San Petersburgo, Rusia donde en 1916 culminó sus estudios secundarios. Se alistó voluntariamente en el Ejército sirviendo como artillero en el frente en la Primera Guerra Mundial, retornando en 1918 a San Petersburgo que por entonces había sido renombrada Petrogrado. Fock se quedó progresivamente sordo a una edad temprana debido a las heridas sufridas durante el servicio militar en la Primera Guerra Mundial. En 1922, se graduó de la Universidad de Petrogrado, en donde continuó con sus estudios de posgrado. Luego en 1932, fue nombrado profesor de Física Teórica de la misma institución.
Durante los períodos de 1919 a 1923 y de 1928 a 1941, colaboró con el Instituto Estatal de Óptica Vavílov, entre 1924 y 1936 con el Instituto de Física y Tecnología de Leningrado, desde 1934 a 1941 y desde 1944 a 1953 con el Instituto Lébedev de Física. 
Fock fue arrestado bajo falsas acusaciones políticas en 1937, durante la Gran Purga, pero fue liberado rápidamente gracias al físico ruso Pyotr Kapitsa, quien apeló directamente a Joseph Stalin. En 1939 Fock resolvió el problema del movimiento de cuerpos ponderables (objetos con masa apreciable) en la relatividad general de Albert Einstein utilizando coordenadas armónicas. En 1939 Fock fue elegido miembro de pleno derecho de la Academia de Ciencias de la URSS (había sido miembro correspondiente desde 1932). Fock también desarrolló interpretaciones filosóficas de la relatividad y la mecánica cuántica que consideró consistentes con el marxismo.

## Trayectoria

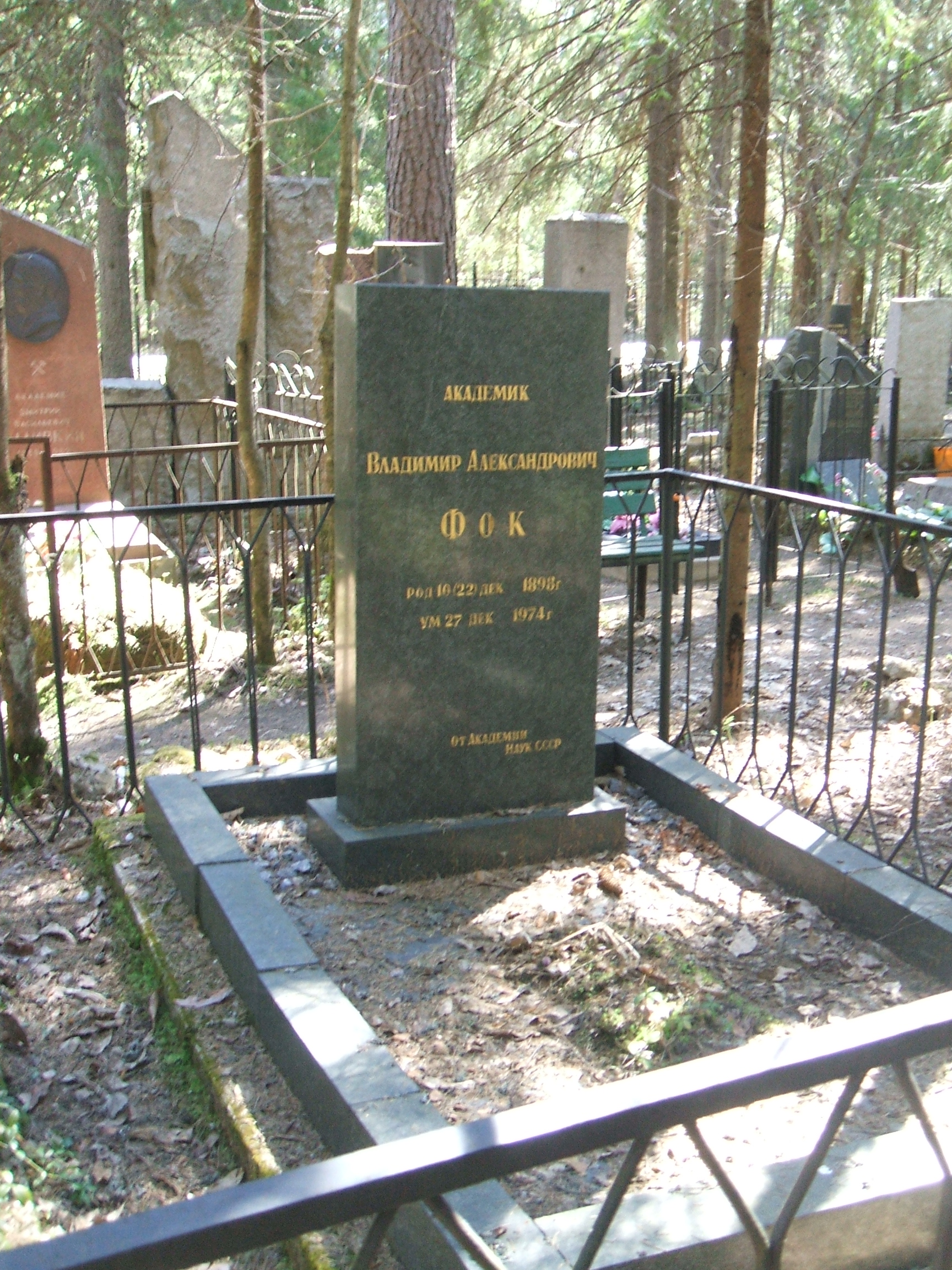
Vladímir Fock (1898-1974). Tumba en el cementerio de Komarovo

Su principal contribución científica radica en el desarrollo de la física cuántica y la teoría de la gravitación, aunque también contribuyó significativamente a los campos de la mecánica, la óptica teórica y la física de medios continuos. En 1926, derivó la ecuación de Klein-Gordon. La ecuación de Hartree-Fock, mejorada por él en 1930, se convirtió en un método de aproximación básico para los cálculos con átomos multielectrónicos en química cuántica. También introdujo la representación de Fock (1928) para un oscilador cuántico, particularmente importante en la teoría cuántica de campos; el espacio de Fock con dimensiones variables (1932) para legitimar la segunda cuantificación (formalismo de muchos cuerpos); y el método de los funcionales de Fock (1934) para tratar sistemas con un número indeterminado de partículas en electrodinámica cuántica . En 1926, Fock y varios otros físicos propusieron de forma independiente una generalización relativista de la ecuación de onda del físico austríaco Erwin Schrödinger.
Hizo muchas contribuciones científicas posteriores durante el resto de su vida. Fock desarrolló los métodos electromagnéticos para la exploración geofísica en un libro La teoría del estudio de la resistencia de las rocas por el método de carottage (1933), métodos llamados registro de pozos en la literatura moderna.
Fock realizó importantes contribuciones a la teoría de la relatividad general, en particular a los problemas de muchos cuerpos. Fock criticó con argumentos científicos tanto el principio general de relatividad de Einstein, por carecer de sustancia física, como el principio de equivalencia, interpretado como la equivalencia de la gravitación y la aceleración, por tener solo una validez local.
En Leningrado, Fock creó una escuela científica de física teórica y elevó la educación física en la URSS a través de sus libros. Escribió el primer libro de texto sobre mecánica cuántica, Fundamentos de mecánica cuántica (1931-1978), y una monografía muy influyente, Teoría del espacio, el tiempo y la gravitación (1955).
Los historiadores de la ciencia, como Loren Graham, ven a Fock como un representante y defensor de la teoría de la relatividad de Einstein en el mundo soviético. En una época en la que la mayoría de los filósofos marxistas se oponían a la teoría de la relatividad, Fock hizo hincapié en una comprensión materialista de la relatividad que coincidía filosóficamente con el marxismo.
Fue miembro de pleno derecho (académico) de la Academia de Ciencias de la URSS (1939) y miembro de la Academia Internacional de Ciencia Cuántica Molecular.

## Llevan su nombre

#### Física
- Matriz de Fock
  - Operador de Fock

- Modelo de Fock
- Representación Fock
- Espacio de Fock
  - Espacio de Bargmann-Fock
- Estado de Fock
- Simetría de Fock
  - Simetría Fock-Lorentz
- Galga Fock-Schwinger
- Método Hartree-Fock
  - Post-Hartree-Fock
  - Hartree-Fock de cáscara abierta restringido
  - Hartree-Fock no restringido
- Ecuación de Klein-Gordon-Fock

#### Matemáticas
- Transformada de Mehler-Fock

#### Otros
- 10728 Vladimirfock, planeta menor